# Akobo (rivière)
Pour les articles homonymes, voir Akobo.
L'Akobo est une rivière située sur la frontière entre le Soudan du Sud et l'Éthiopie. Prenant sa source sur les plateaux d'Éthiopie près de la ville de Mizan Teferi, l'Akobo s'écoule sur 434 km avant de rejoindre la rivière Pibor qui s'écoule elle-même dans la rivière Sobat au Soudan, venant ainsi alimenter le Nil Blanc.

## Histoire
La frontière Soudano-éthiopienne a été dessinée le long de la rivière Akobo en 1899 par deux ingénieurs royaux britanniques. ils n'avaient aucune connaissance du terrain, de ses habitants ou de leurs langues et manquaient par ailleurs de moyens. Plutôt que de tracer une ligne en fonction des peuples et des territoires traditionnels, essentiellement séparé par un escarpement entre les plaines et les terres hautes, ils ont simplement proposer de dessiner la frontière au milieu de la rivière Aboko, ainsi qu'une partie des rivières Pibor et Baro. Cette frontière ainsi définie fut adoptée dans le Traité Anglo-Ethiopien de 1902.
L'Akobo a fait l'objet de plusieurs exploitations minières, notamment pour recherche de l'or.